# 21476 Petrie
21476 Petrie (1998 HW101) là một tiểu hành tinh vành đai chính được phát hiện ngày 28 tháng 4 năm 1998 bởi J. Broughton ở Reedy Creek.